# Zenobani (Gulripshi)
Zenobani (en georgiano: ზენობანი) o Jinga (en abjasio: Хьинга) es una aldea que pertenece a la parcialmente reconocida República de Abjasia, parte del distrito de Gulripshi, aunque de iure pertenece al municipio de Gulripshi de la República Autónoma de Abjasia de Georgia.

## Toponimia
Hasta el 3 de septiembre de 1948, el nombre de la aldea era Zemo Bebutovka (en georgiano: ზემო ბებუთოვკა).

## Geografía
Zenobani se encuentra en las estribaciones de los montes de Abjasia, en la orilla derecha del río Kodori. La aldea se encuentra a 50 km de Gulripshi y se administra desde el pueblo de Lata.

## Demografía
La evolución demográfica de Zenobani entre 1959 y 1989 fue la siguiente:
| 45                                                  | 0 |
| (Fuente: Population of Abkhazia since Soviet times) |   |

Antes de la guerra de Abjasia, la mayoría de la población local eran armenios.